# Бернье, Стив
Стив Бернье́ (фр. Steve Bernier; 31 марта 1985, г. Квебек) — профессиональный канадский хоккеист.
На драфте НХЛ 2003 года был выбран в 1 раунде под общим 16 номером командой «Сан-Хосе Шаркс».
В НХЛ выступал за «Сан-Хосе Шаркс» (2005—2008), «Баффало Сейбрз» (2008), «Ванкувер Кэнакс» (2008—2010), «Флорида Пантерз» (2010—2011); с 2011 года — игрок «Нью-Джерси Девилз».
Чемпион мира среди юниоров 2003 года в составе сборной Канады.

## Статистика
```
                                            --- Regular Season ---  ---- Playoffs ----
Season   Team                        Lge    GP    G    A  Pts  PIM  GP   G   A Pts PIM
--------------------------------------------------------------------------------------
2001-02  Moncton Wildcats            QMJHL  66   31   28   59   51  --  --  --  --  --
2002-03  Moncton Wildcats            QMJHL  71   49   52  101   90   2   1   0   1   2
2003-04  Moncton Wildcats            QMJHL  66   36   46   82   80  20   7  10  17  17
2004-05  Moncton Wildcats            QMJHL  68   35   36   71  114  12   6  13  19  22
2005-06  Cleveland Barons            AHL    49   20   23   43   33  --  --  --  --  --
2005-06  San Jose Sharks             NHL    39   14   13   27   35  11   1   5   6   8
2006-07  Worcester Sharks            AHL    10    3    4    7    2  --  --  --  --  --
2006-07  San Jose Sharks             NHL    62   15   16   31   29  11   0   1   1   2
2007-08  San Jose Sharks             NHL    59   13   10   23   62  --  --  --  --  --
2007-08  Buffalo Sabres              NHL    17    3    6    9    2  --  --  --  --  --
2008-09  Vancouver Canucks           NHL    81   15   17   32   27  10   2   2   4   7
2009-10  Vancouver Canucks           NHL    59   11   11   22   21  12   4   1   5   0
2010-11  Florida Panthers            NHL    68    5   10   15   21  --  --  --  --  --
2011-12  Albany Devils               AHL    17    3    3    6    8  --  --  --  --  --
2011-12  New Jersey Devils           NHL    32    1    5    6   16  24   2   5   7  27
2012-13  New Jersey Devils           NHL    47    8    7   15   17  --  --  --  --  --
2013-14  New Jersey Devils           NHL    78    3    9   12   33  --  --  --  --  --
2014-15  Albany Devils               AHL     9    1    4    5   17  --  --  --  --  --
2014-15  New Jersey Devils           NHL    67   16   16   32   28  --  --  --  --  --
2015-16  New York Islanders          NHL    24    1    5    6    9   6   0   0   0   0
2016-17  Bridgeport Sound Tigers     AHL    33   16   10   26   26  --  --  --  --  --
 --------------------------------------------------------------------------------------
         NHL Totals                        633  105  125  230  300  74   9  14  23  44
```